# Miceli
El miceli és una estructura en forma d'arrel d'un fong que consisteix en una massa d'hifes ramificades i filiformes. Les colònies de fongs compostes de miceli es troben al sòl i sobre molts altres substrats. Una única espora germina en un miceli monocariota, que no pot reproduir-se sexualment, quan dos micelis monocariotes compatibles s'uneixen i formen un miceli dicariota, aquest miceli pot formar cossos fructífers com els bolets. Un miceli pot ser minúscul, formant una colònia que és massa petita per veure's, o que pot créixer fins a abastar milers d'acres com passa amb l'Armillaria.
A través del miceli, un fong absorbeix nutrients del seu entorn. Ho fa en un procés de dues etapes. En primer lloc, les hifes segreguen enzims a sobre o en direcció a la font d'aliment, que descomponen biopolímers en unitats més petites com els monòmers. Aquests monòmers s'absorbeixen després al miceli per difusió i transport actiu facilitats.
Els micelis són vitals en els ecosistemes terrestres i aquàtics pel seu paper en la descomposició del material vegetal. Contribueixen a la fracció orgànica del sòl, i el seu creixement allibera diòxid de carboni de nou a l'atmosfera (vegeu cicle del carboni). El miceli extramatrical ectomicorízic, així com el miceli dels fongs micorrízics arbusculars, augmenten l'eficiència de l'absorció d'aigua i nutrients de la majoria de les plantes i confereixen resistència a alguns patògens vegetals. El miceli és una font d'aliment important per a molts invertebrats del sòl. Són vitals per a l'agricultura i per a gairebé totes les espècies de plantes, moltes espècies coevolucionen amb els fongs. El miceli és un factor principal en la salut, la ingesta de nutrients i el creixement d'una planta, essent un factor rellevant per a l'aptitud de la planta.
Les xarxes de micelis poden transportar aigua i pics de potencial elèctric.
Els esclerocis són masses compactes o dures de miceli.

## Etimologia
El terme miceli prové del grec antic μύκης / múkês, “fong”), la consonant epentètica “l” i el sufix nominal “-ium”.

## Funcions

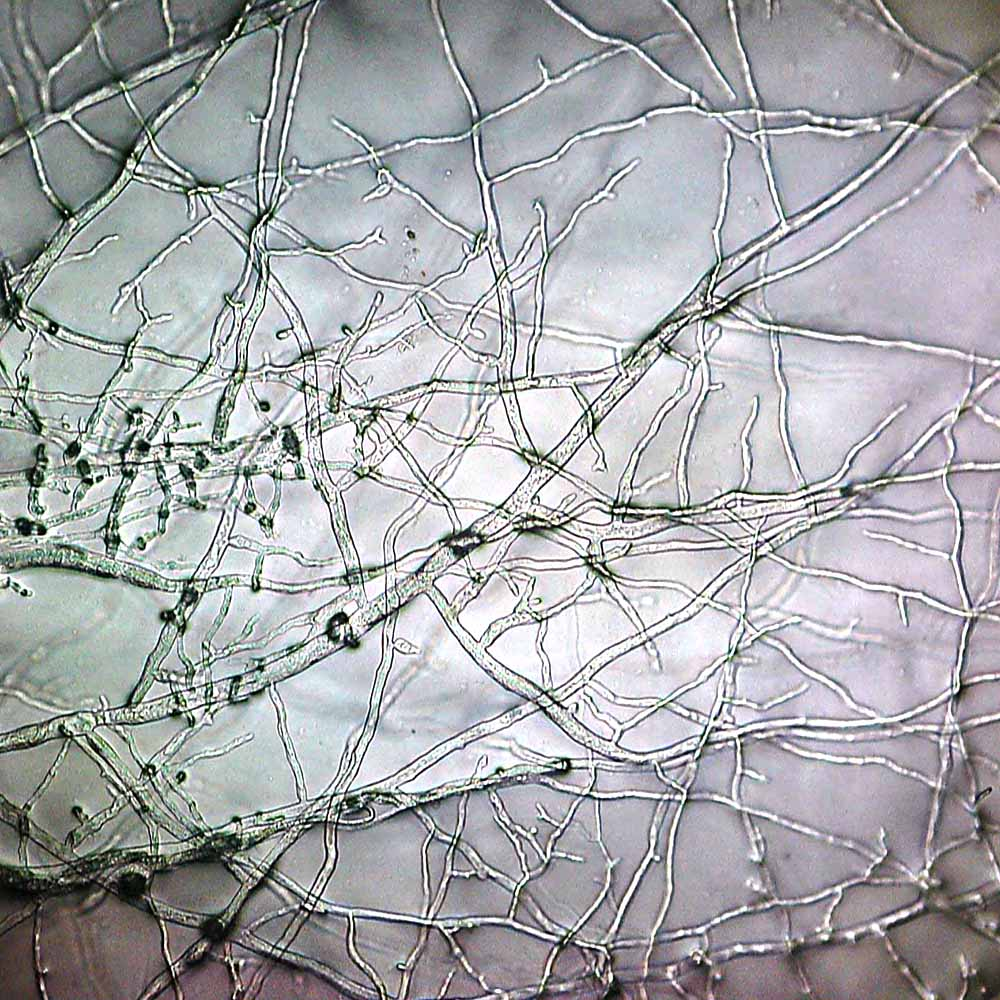
Vista microscòpica de les hifes del miceli.

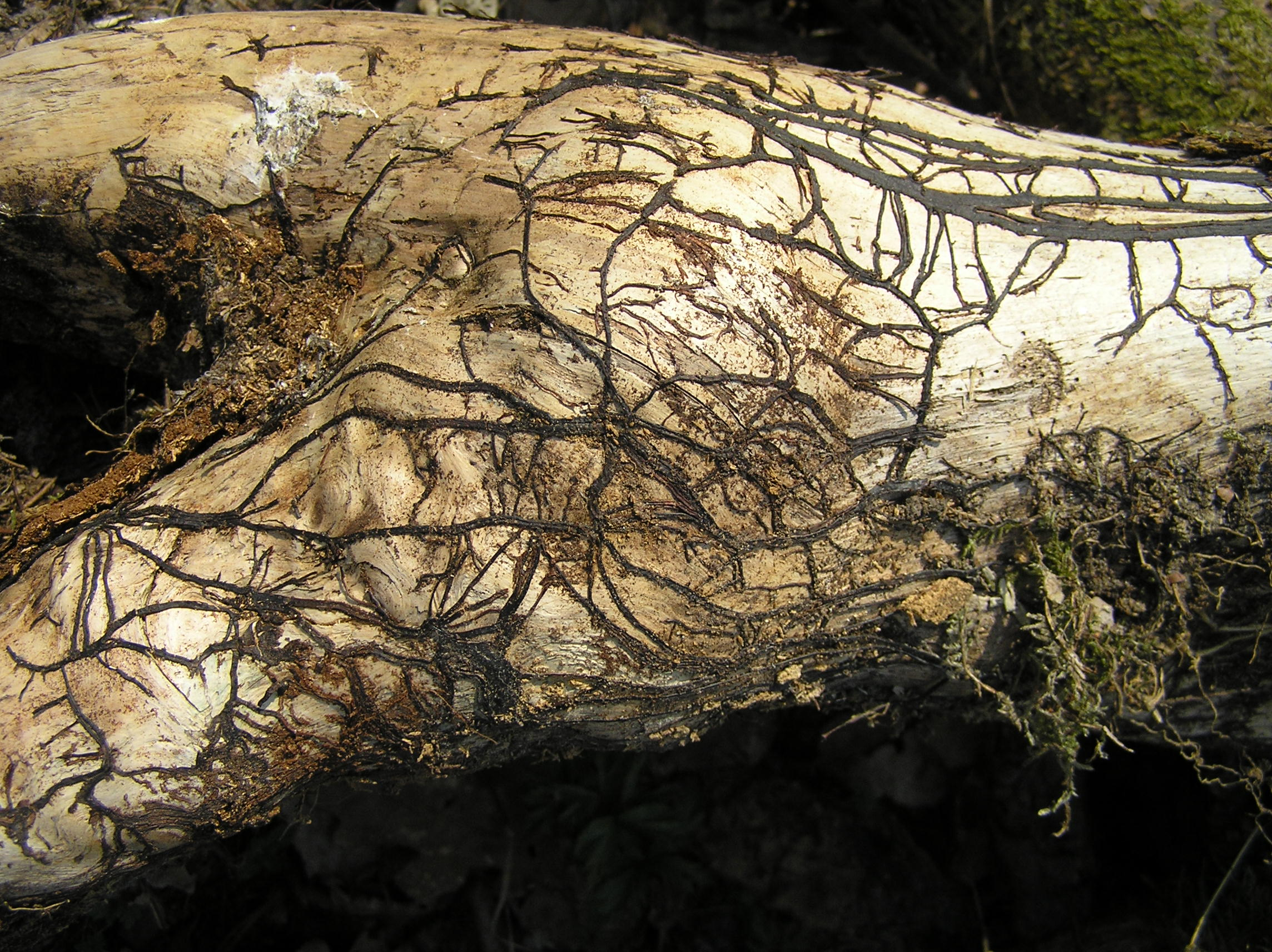
Vista a simple vista de rizomorfs d'Armillaria de color mel, que consisteixen en hifes diferenciades envoltades per una escorça externa melanitzada.

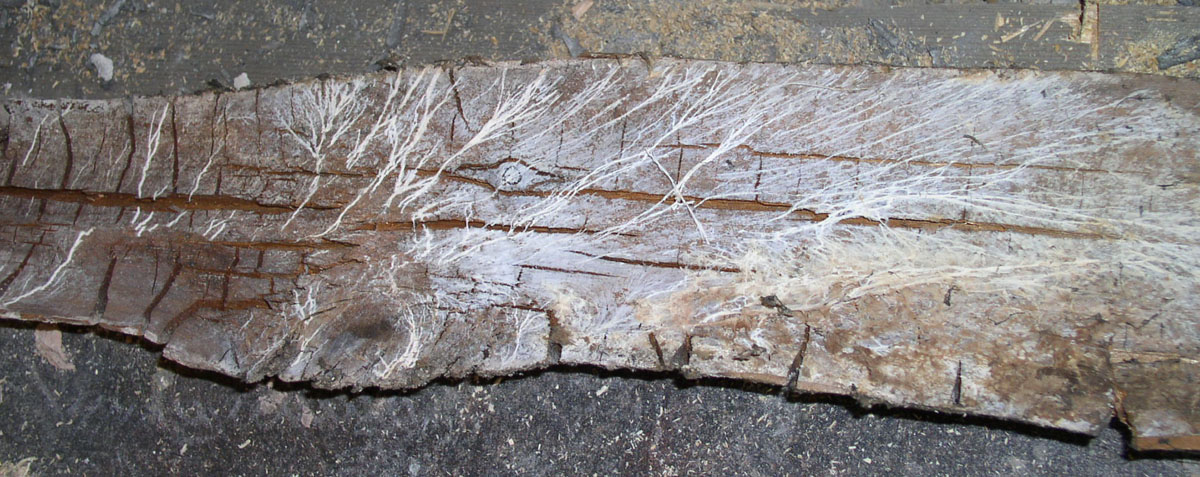
Miceli d'un fong de la família Fomitopsidaceae creixent sobre una taula de fusta.

El miceli realitza diverses funcions biològiques importants: exploració, nutrició, creixement, defensa, etc.
- exploració augmentant considerablement la superfície de contacte entre la xarxa micelial i el seu substrat nutritiu
- secreció: secreta potents enzims extracelul·lars (tipus hidrolasa) que li permeten descompondre la matèria orgànica més resistent (per exemple, la fusta) descomponent els polímers en monòmers. Aquesta digestió externa explica per què alguns científics descriuen les hifes com un tracte digestiu al revés.[8]
- absorció: el miceli absorbeix els elements de carboni necessaris per a la supervivència de les seves cèl·lules mitjançant difusió facilitada i transport actiu. Proporciona nutrició i creixement a través de l'absorbotrofia.
- a través de la micorrizació, també juga un paper vital en diversos ecosistemes en ajudar a augmentar l'eficiència de l'absorció d'aigua i nutrients per moltes plantes (paper de les micorrizes en la nutrició hidromineral). Augmentar la superfície d'exploració de les arrels gràcies a les hifes extrarradiculares dels fongs. Resulta temptador, provocativament, dir que “les plantes, en el seu estat natural, tenen micorrizes en lloc d'arrels”.[9]

En contribuir a la descomposició de la necromasa (animal, vegetal, fúngica), millora la part orgànica del sòl i juga un paper important en el cicle del carboni, alliberant part del carboni en forma de diòxid de carboni a l'atmosfera on les plantes poden alimentar-se d'ell, però també contribuint a l'embornal de carboni que és el sòl.
Participa també en la bioprotecció contra el desenvolupament d'agents patògens, en l'estabilització mecànica dels sòls (millora i conservació de la seva estructura en particular mitjançant l'excreció de glomalina, protecció contra l'erosió), en la seva diversificació microbiana.
Els fongs microcolonials, constituïts per pseudomicelis que produeixen hifes melanitzades, es troben sovint en superfícies rocoses d'ambients desèrtics i pseudodesèrtics (fongs saxícoles de deserts càlids o freds), roques de les quals obtenen el seu aliment. La melanització té un paper protector enfront de diversos estressos abiòtics (radiació solar, cicles d'humidificació/dessecació). Els pseudomicelis d'aquestes colònies alteren les roques a través dels processos de biometeorització i pedogènesi, modificant l'estructura del sòl i la composició de les comunitats microbianes.

## Usos
Una de les funcions principals dels fongs en un ecosistema és la descomposició de compostos orgànics. Els productes derivats del petroli i alguns pesticides (contaminants típics del sòl) són molècules orgàniques (és a dir, estan construïdes sobre una estructura de carboni) i, per tant, mostren una font potencial de carboni per als fongs. En conseqüència, els fongs tenen el potencial d'erradicar aquests contaminants del seu entorn tret que els productes químics resultin tòxics per al fong. Aquesta degradació biològica és un procés conegut com a bioremediació.
Les estores micelianes podrien tenir potencial com a filtres biològics, eliminant productes químics i microorganismes del sòl i l'aigua. L'ús del miceli fúngic per aconseguir-ho s'ha anomenat micofiltració.
El coneixement de la relació entre els fongs micorrízics i les plantes porta a pensar en noves maneres de millorar els rendiments dels cultius.
Es poden produir alternatives al poliestirè i als envasos de plàstic cultivant miceli als residus agrícoles.
El miceli també s'ha utilitzat com a material en mobles, maons i cuir artificial.
Els fongs són essencials per convertir la biomassa en compost, ja que descomponen components de matèria primera com la lignina, que molts altres microorganismes de compostatge no poden. Remoure una pila de compost del pati del darrere normalment exposarà xarxes de micelis visibles que s'han format sobre el material orgànic en descomposició que hi ha a l'interior. El compost és un esmena de sòl i fertilitzant essencial per a l'agricultura ecològica i la jardineria. El compostatge pot desviar una part substancial dels residus sòlids urbans dels abocadors.

## Biologia
En els fongs, la germinació d'una espora dona lloc a un filament micelià haploide (cromosomes) anomenat miceli primari. Però aquest darrer roman estèril. S'ha de trobar amb un altre filament primari del sexe oposat. Aquesta trobada donarà un miceli secundari fèrtil portador de cèl·lules amb dos nuclis (2 cromosomes). Els filaments micelians es ramifiquen i divergeixen en totes direccions. En condicions ideals, el miceli forma un disc a la superfície del substrat.
Als bacteris, sobre un suport sòlid, la germinació d'una espora condueix a la formació d'un miceli primari que s'estén fins a la superfície del substrat per aprofitar-ne els recursos nutricionals. D'aquest miceli vegetatiu emergeixen hifes aèries que formen el miceli secundari que recobreix la superfície i colònies esporulants (reproducció asexual), cosa que li confereix un aspecte fúngic. El miceli primari és llis, i allibera nutrients reciclats per al creixement d'aquestes hifes.
Quan un miceli ha acumulat suficients reserves i es produeix un xoc termohídric, es desenvolupa un primordi fins a formar un esporòfor (part visible del fong resultant de la fusió de filaments del miceli) que alhora donarà lloc a espores.

## Propietats
El miceli té un gran poder de penetració i disseminació del substrat. L'extensió de la xarxa de miceli, afavorida pel petit diàmetre de les hifes (de 5 a 10 μm a la majoria de les espècies), assegura una màxima superfície de contacte entre el fong i el mitjà del qual deriva la seva subsistència. D'aquesta manera, en un arbre, aquest conjunt d'hifes augmenta la capacitat de l'arrel en un factor de mil. Aquesta maximització de la superfície s'explica perquè un miceli pot retenir 3000 vegades el seu pes i que sota la superfície d'un peu humà hi caben una mitjana de 400 km de miceli.
Deu centímetres cúbics de sòl fèrtil molt ric en matèria orgànica poden contenir fins a 1 km de filaments micelians amb un diàmetre mitjà de 10 micròmetres, cosa que correspon a 200 m de miceli per gram de sòl. La seva taxa de creixement pot assolir diversos centímetres per dia en condicions òptimes (humitat, temperatura, medi nutritiu). El seu creixement es produeix sempre en longitud i no en gruix, per tal d'augmentar-ne la capacitat d'absorció.
Els fongs micorrízics són molt abundants en certs sòls, on el seu miceli representa de mitjana el 60% de la biomassa microbiana total del sòl (% d'edat sense arrels) i fins al 30% de la biomassa d'arrels.
El 2000, a Oregon, es va descobrir un miceli d'Armillari ostoyae, un fong gegant, que mesura 5,5 km de diàmetre i s'estén sobre una àrea de 890 hectàrees de bosc. El fong tenia més de 2.400 anys.

## Longevitat
La vida útil d'un espiròfor és curta: des d'unes poques hores fins a uns pocs mesos per als polípors. El més freqüent és que persisteixi durant uns dies. D'altra banda, la vida útil del miceli és molt més llarga. Després de la seva “fructificació”, continua vegetant fins a esgotar tots els recursos del substrat. A partir d'un punt central (la germinació d'una espora per exemple), els filaments micelials divergeixen, es ramifiquen i donen lloc a un organisme el front de creixement del qual és circular, a causa de la velocitat de creixement pràcticament idèntica dels diferents filaments. Amb el temps, la zona central es va buidant a poc a poc del seu contingut: el disc es transforma en un anell. És capaç llavors de desplaçar-se fins a 40 cm per any amb creixement centrífug sempre que no trobi obstacles i disposi d'un bon substrat.
Quan el fong es reprodueix, els esporòfits que emet seguint aquest moviment també es disposaran en forma d'anell, els famosos rotlles de bruixes (no sempre molt rodons). Aquest fenomen, que és discret en el bosc, és clarament visible en els prats.
Les secrecions del miceli enriqueixen el sòl amb nitrogen i l'herba apareix llavors més verda en els llocs marcats pel rotlle de bruixes.
En condicions desfavorables (fred, sequera), un miceli pot descansar durant diversos mesos o diversos anys abans de produir un espiròfor i/o reprendre el seu creixement.